# Starcastle (album)
Starcastle is het debuut van de gelijknamige Amerikaanse rockband. Het is opgenomen in de Golden Voice Studio in Pekin (Illinois). Het geluid van Yes wordt al aardig benaderd, maar komt pas op hun volgende album tot zijn volle wasdom.

## Bezetting
zie Starcastle.

## Tracks
1. Lady of the lake;
2. Elliptical seasons;
3. Forces;
4. Stargate;
5. Sunfield;
6. To the fire wind;
7. Nova.